# 冷西宋氏宗祠
29°34′06.3″N 121°26′31.2″E / 29.568417°N 121.442000°E
冷西宋氏宗祠位于中国浙江省宁波市奉化区尚田街道冷西村南面，清朝宗祠，建筑坐北朝南，为四合院式，前后共两进，分别为门厅及正殿，左右设有厢房，共两层，民国时期曾为方门区中心小学，解放后改为冷西小学，现为冷西村老年协会活动场所，2013年4月10日公布为奉化市文物保护单位，2023年9月1日公布为宁波市文物保护单位。